# Jan van Kessel (młodszy)

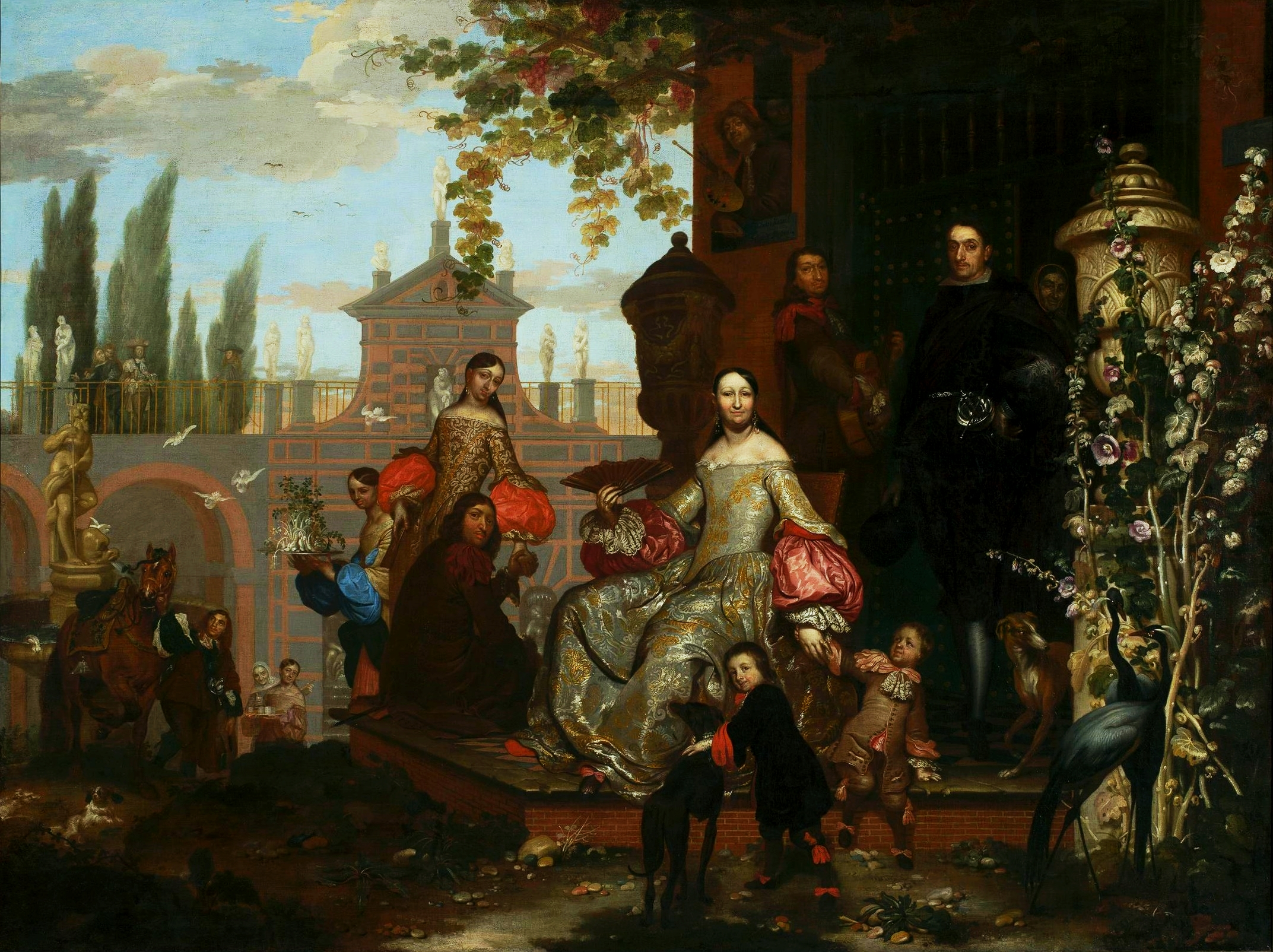
Portret rodzinny w ogrodzie 1679, Muzeum Narodowe w Warszawie

Jan van Kessel Młodszy także Jan van Kessel II lub III (ur. 23 listopada 1654 w Antwerpii, zm. 1708 w Madrycie) - flamandzki malarz portrecista, aktywny głównie w Madrycie.
Był synem i uczniem Jana van Kessela starszego, malarza martwych natur, zwierząt i girland kwiatowych. Pod koniec lat 70. XVII wieku osiadł na stałe w Madrycie i w 1686 został nadwornym malarzem Karola II Habsburga, króla Hiszpanii. Malował oficjalne portrety i sceny rodzajowe łącząc cechy flamandzkiego malarstwa portretowego z kolorystyką i techniką charakterystyczną dla sztuki hiszpańskiej.
W zbiorach Muzeum Narodowego w Warszawie znajduje się jego obraz Portret rodzinny w ogrodzie (nr inw. M.Ob.813).